# Nicola II Esterházy
Nicola II Esterházy di Galantha (Vienna, 12 dicembre 1765 – Como, 25 novembre 1833) è stato Principe della famiglia Esterházy.
A differenza dei propri predecessori si mantenne lontano dalla scena politica per molto tempo.

## I primi anni
Nicola ottenne la reggenza della casata alla morte del padre Antonio I nel 1794 e l'amministrazione di tutte le proprietà ereditate. Già due anni prima di questo evento, Nicola aveva servito l'Imperatore Francesco II come ambasciatore e presenziò alla sua incoronazione come Imperatore del Sacro Romano Impero, il quale lo ringraziò una volta salito al governo dell'Impero con la concessione della signoria di Edelstetten, in Baviera, elevata a contea principesca (1804). Il territorio governabile, era ad ogni modo estremamente ristretto alla sola città di Edelstetten, e non aprì mai la strada ad una vera e propria influenza della famiglia Esterházy nella politica dell'area, poco dopo annessa dalla Baviera (1806). Tuttavia questa breve sovranità permise alla sua famiglia di venire riconosciuta al Congresso di Vienna come Casa mediatizzata e quindi con gli onori di una Casa Sovrana.

## Candidato alla corona ungherese
Nel 1806 l'arrivo di Napoleone e la consequenziale caduta del Sacro Romano Impero, gettarono nello scompiglio lo stato austriaco. Ad ogni modo, fu lo stesso Napoleone che per stima, nel 1809, offrì a Nicola II la corona del Regno d'Ungheria, che egli rifiutò coerentemente alla fedeltà provata nei confronti della casata imperiale degli Asburgo.

## Assetto finanziario e patronato delle arti

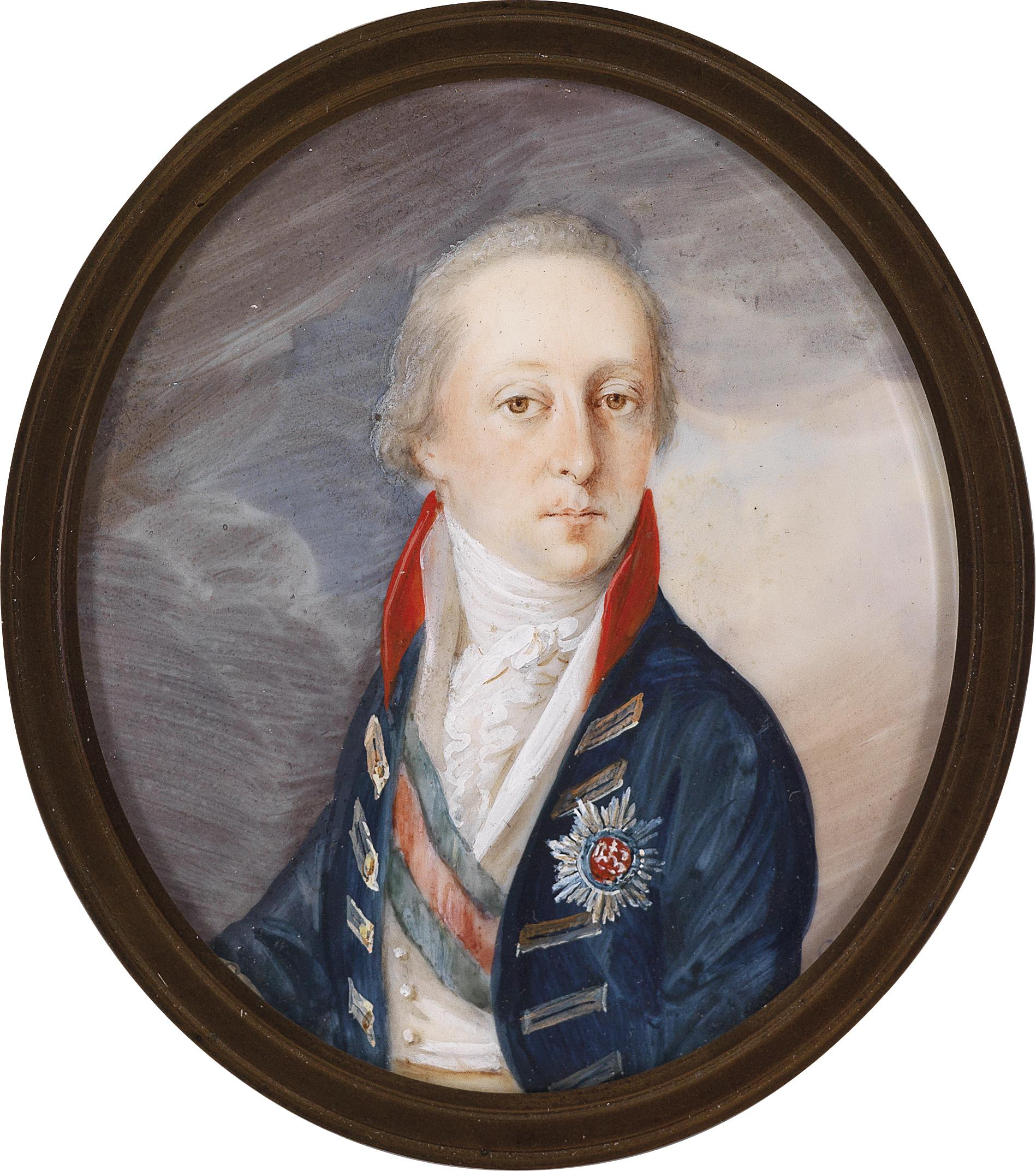
Miniatura con ritratto del principe Nicola II

A differenza dell'austerità del padre, però, Nicola II dovette fronteggiare i debiti lasciati dal proprio nonno Nicola I, il che lo portò ad un brusco cambiamento nella propria politica finanziaria. Malgrado questo, si impegnò nella ristrutturazione del Castello Esterházy a Eisenstadt, in stile neoclassico, dove impiantò anche uno splendido teatro e un parco di notevoli dimensioni, concepito "all'inglese", che riprendeva lo stile di altri palazzi aristocratici viennesi.
Nel 1795 riportò in auge la cappella musicale della propria famiglia e chiamò Joseph Haydn a ricoprire la direzione di questa istituzione. Alla morte di Haydn, nel 1809, chiamò al proprio servizio Luigi Cherubini da Parigi, col titolo di Maestro di Cappella. Al Principe Esterházy, Cherubini dedicò il 7 ottobre 1811 la monumentale Messa Solenne. Ad ogni modo Cherubini lasciò l'impiego poco dopo, probabilmente a causa della precaria posizione finanziaria del principe che non era in grado di stipendiarlo con regolarità.
Alla caduta del governo napoleonico nella primavera del 1814, fu presente al Congresso di Vienna. Malgrado le proprie condizioni finanziarie non ancora risolte, Nicola II si diede al collezionismo di quadri che sistemò a partire dal 1814 nel Palazzo di Mariahilf a Vienna, e si dedicò anche al collezionismo di libri antichi, realizzando una grande biblioteca privata.
Alla sua morte gli succedette il figlio Paolo III Antonio.

## Matrimonio e figli
Il 15 settembre 1783 sposò la principessa Maria Giuseppa Ermenegilda del Liechtenstein, figlia del principe Francesco Giuseppe I di Liechtenstein e della contessa Leopoldina di Sternberg. Da questa unione, nacquero i seguenti eredi:
- Paolo Antonio (1786-1866), sposò la principessa Maria Teresia di Thurn und Taxis
- Maria Leopoldina (1788-1846), sposò il principe Maurizio del Liechtenstein
- Nicola (1799-?)